# Knowle, Hampshire
Knowle är en by i Hampshire i England. Byn är belägen 22 km 
från Winchester. Orten har 1 602 invånare (2015).